# Ústní ústrojí kousací

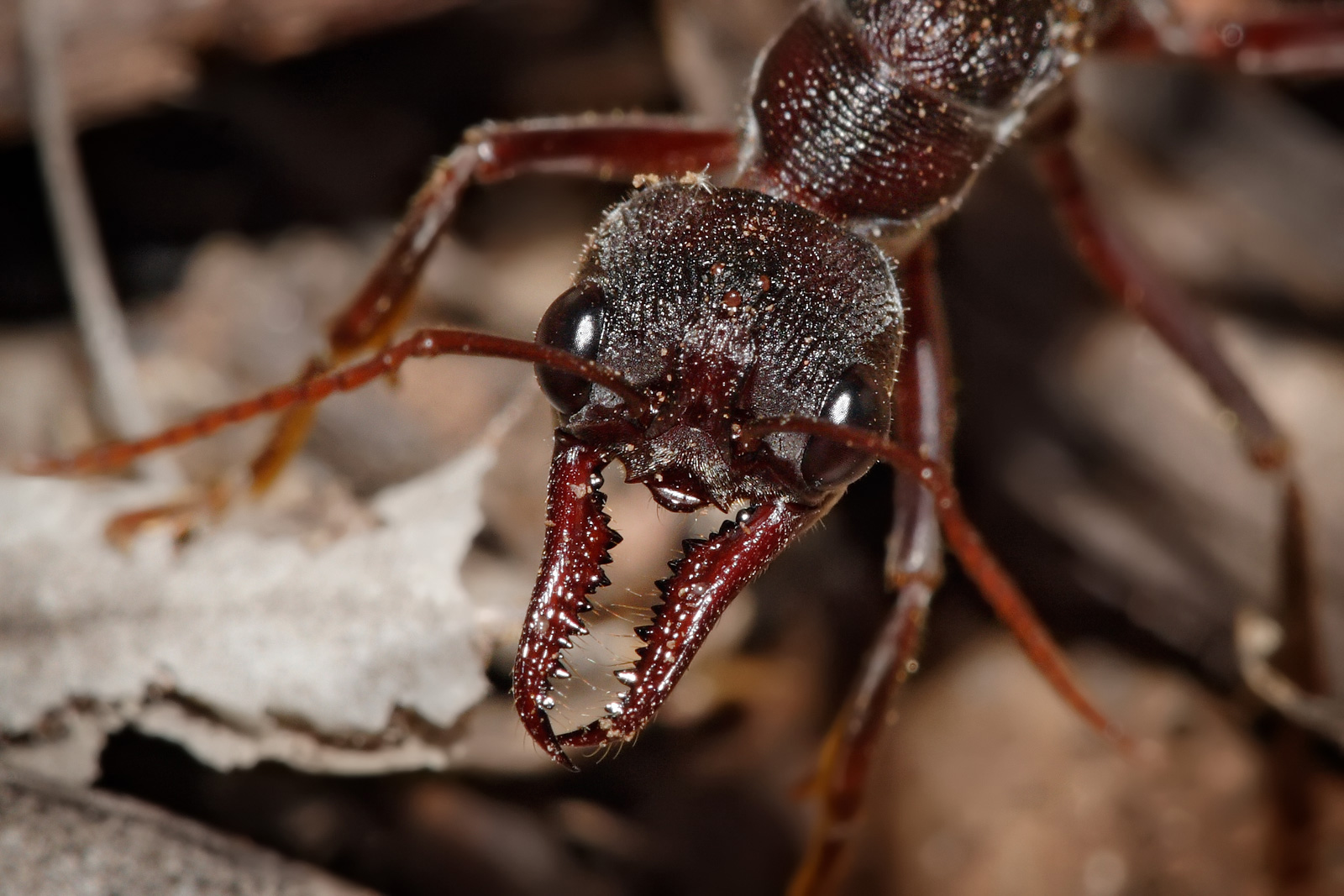
Ústní ústrojí mravence rodu Myrmecia

Kousací ústrojí je základní ústní ústrojí hmyzu, které se vyvinulo jako první, tudíž se s ním setkáváme hlavně u primitivnějších skupin hmyzu. Tvoří ho nepárový horní pysk (labrum), párová kusadla (mandibuly) a čelisti (maxily), spodní pysk (labium) a hypopharynx. 

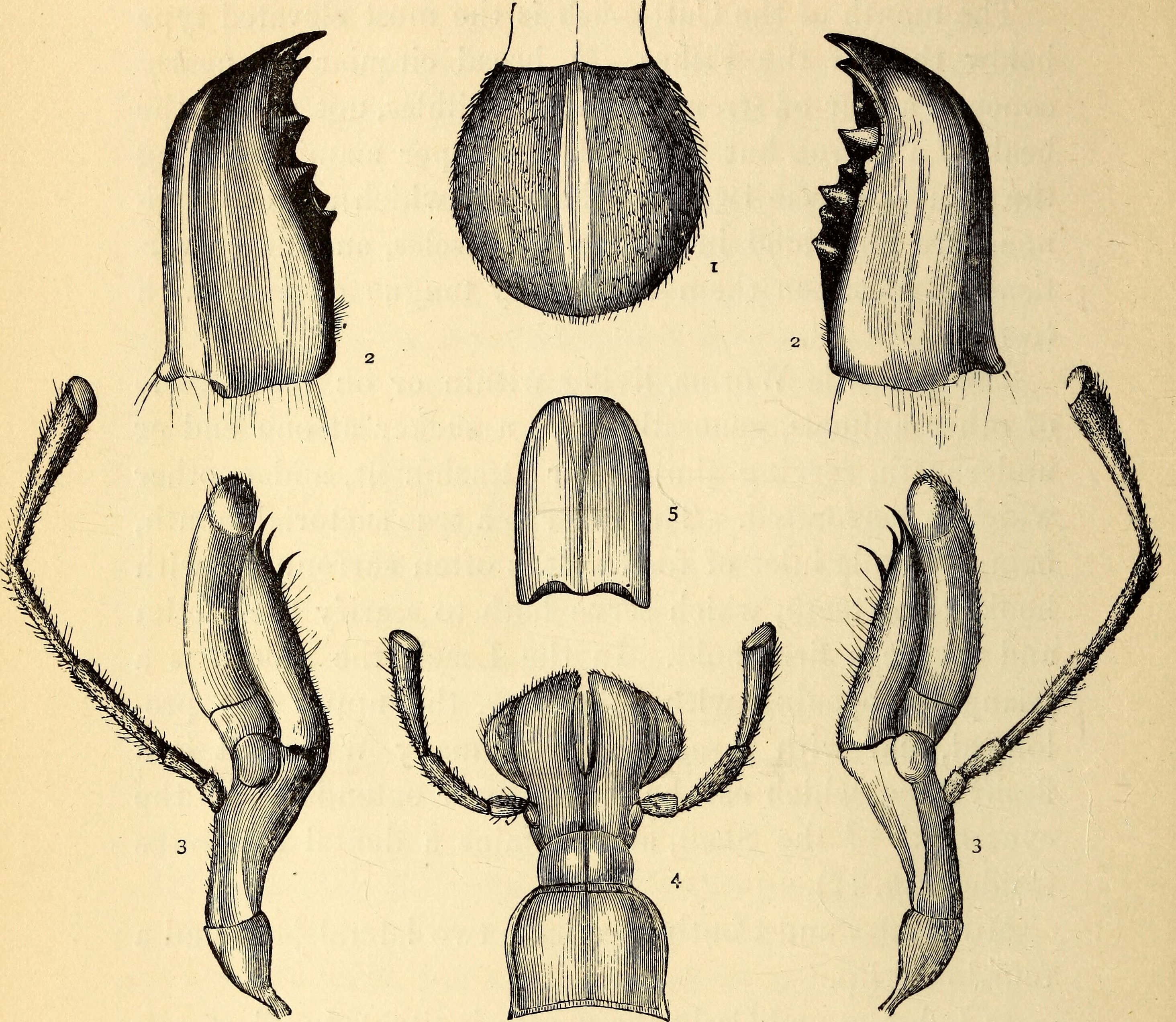
Kousací ústní ústrojí:
(1) horní pysk, (2) kusadla, (3) čelisti s makadly, (4) spodní pysk, (5) hypopharynx

Kousací ústní ústrojí mají hlavně brouci, švábi a termiti, dále vážky, sarančata a někteří blanokřídlí, jako mravenci. Některé druhy hmyzu mají kousací ústní ústrojí pouze v larválním stadiu (mol šatní).
Dle Zíchy je kusadlo (mandibula) hlavní částí žvýkacího ústrojí členovců.

## Části
Kusadla, obvykle největší část kousacího ústrojí, slouží k rozkousání pevné potravy, někdy také jako zbraň. Pohybují se pomocí svalů. Čelisti bývají slabší než kusadla, ale strukturálně složitější. Slouží k dalšímu zpracování potravy a k manipulaci s potravou. Obvykle se zde nacházejí chuťové receptory. Horní pysk přikrývá ústa shora a hmyz ho většinou používá k posouvání potravy. Spodní pysk uzavírá ústrojí zespod, případně zezadu (při hypognátním postavení hlavy). Spodní pysk vznikl srůstem druhého páru čelistí. Hypopharnyx je orgán podobný jazyku, který produkuje sliny a pomáhá dostat potravu dál do trávicího ústrojí.